# 732821 Raycarlberg
732821 Raycarlberg è un asteroide della fascia principale esterna. Scoperto nel 2005, presenta un'orbita caratterizzata da un semiasse maggiore pari a 3,030705 UA e da un'eccentricità di 0,100938, inclinata di 13,089988° rispetto all'eclittica. Ha un diametro di 2,852 km e un'albedo di 0,072.
È dedicato a Ray Carlberg, fisico e astronomo canadese.